# Autumn Reeser
Autumn Alicia Reeser (La Jolla, 21 de Setembro de 1980) é uma atriz americana. Seu papel mais conhecido é Taylor Townsend, na série teen The OC.
Autumn começou a carreira participando de musicais nos palcos em sua cidade natal até os 17 anos de idade. Depois de sua formatura acabou se mudando para Los Angeles para estudar na universidade.
A atriz fez várias participações em diversos seriados, mas a que ganhou mais destaque sua aparição na série The OC, onde apareceu na terceira temporada, permanecendo até a quarta, onde ganhou mais destaque, interpretando Taylor Townsend, uma garota carente e sem amigos. Na quarta temporada ela se torna o par romântico de Ryan Benjamin McKenzie o protagonista da série.
Ela também participou do musical The American Mall, como a filha do dono de um shopping, a vilã da história. No filme, ela trabalhou com Nina Dobrev, da série The Vampire Diaries. Resser também fez a comandante Lissette Hanley em red alert 3 Jogo de Computador.Teve também grande destaque  no filme Os Garotos Perdidos 2: A Tribo como Nicole Emerson, uma adolescente de 17 anos que numa festa de surfistas se encanta com Shane Angus Sutherlande este dá uma bebida não muito convencional (o sangue do vampiro mestre) para ela, que a transforma em meio-vampira. Atualmente faz o papel de Katie Andrews na série de ficção científica No Ordinary Family. 
Quanto a vida pessoal, no dia 9 de maio de 2009, Reeser se casou com o ator e escritor Jesse Warren em uma cerimônia que aconteceu em Ojai, na Califórnia. No dia 10 de maio de 2011, nasceu o primeiro filho do casal, Finn.

## Filmografia
Cinema
| Ano  | Título                          | Papel                  |
| 2003 | The Plagiarist                  | Irene                  |
| 2004 | The Girl Next Door              | Jane                   |
| 2004 | Art Thief Musical!              | Clarity                |
| 2005 | Our Very Own                    | Melora Kendall         |
| 2006 | Americanese                     | Sylvia                 |
| 2007 | Palo Alto                       | Jamie                  |
| 2008 | Lost Boys: The Tribe            | Nicole                 |
| 2010 | Smokin' Aces 2: Assassins' Ball | Kaitlyn 'AK-47' Tremor |
| 2010 | The Big Bang                    | Fay Nerman             |
| 2012 | Possessions                     | Jessica                |
| 2012 | Let the Trumpet Talk            | Lead                   |
| 2012 | So Undercover                   | Bizzy                  |
| 2016 | Sully                           | Tess Soza              |
| 2017 | Kill 'Em All                    | Suzanne                |

Televisão
| Ano       | Título                              | Papel                 |
| 2001      | Star Trek: Voyager                  | Ventu Girl            |
| 2001      | Thrills                             | Allison               |
| 2001      | Undressed                           | Erica                 |
| 2001-2004 | Grounded for Life                   | Alison                |
| 2002      | Maybe It's Me                       | Becky                 |
| 2002      | Birds of Prey                       | Sherry the Girlfriend |
| 2002      | The Brady Bunch in the White House  | Marcia Brady          |
| 2002/2003 | George Lopez                        | Piper Morey           |
| 2003      | CSI: Crime Scene Investigation      | Rachel Lyford         |
| 2004      | Cold Case                           | Sister Grace Ashley   |
| 2004/2005 | Complete Savages                    | Angela                |
| 2005      | It's Always Sunny in Philadelphia   | Megan                 |
| 2005/2007 | The O.C.                            | Taylor Townsend       |
| 2006      | Independent Lens                    | Lauren                |
| 2007      | The World According to Barnes       | Sheri                 |
| 2007      | Ghost Whisperer                     | Sloane Alexander      |
| 2007      | Nature of the Beast                 | Julia                 |
| 2008      | The American Mall                   | Madison Huxley        |
| 2008      | Pushing Daisies                     | Kentucky Fitz         |
| 2008/2009 | Valentine                           | Phoebe Valentine      |
| 2009      | Raising the Bar                     | Ashley Hastings       |
| 2009/2010 | Entourage                           | Lizzie Grant          |
| 2010      | Human Target                        | Layla                 |
| 2010      | The Bannen Way                      | Jailbait              |
| 2010/2011 | No Ordinary Family                  | Katie Andrews         |
| 2011      | Royal Pains                         | Jane Cameron          |
| 2011/2012 | Hawaii Five-0                       | Dr. Gabrielle Asano   |
| 2012      | Jane by Design                      | Charlotte             |
| 2012      | Last Resort                         | Kylie Sinclair        |
| 2012      | Love at the Thanksgiving Day Parade | Emily Jones           |